# CCXML
Call Control eXtensible Markup Language (CCXML) ist ein XML-Standard, der entworfen wurde, um VoiceXML um Telefonie-Unterstützung zu erweitern. Der aktuelle Status ist eine W3C Recommendation, die am 5. Juli 2011 festgelegt wurde. Während VoiceXML dazu genutzt wird, einen Voicebrowser um ein Voice User Interface zu erweitern, ist der primäre Nutzen von CCXML, den Voice-Browser darüber zu informieren, wie der Telefonie-Kontroller des Voice-Kanals zu verarbeiten ist. Die beiden XML-Anwendungen sind gänzlich voneinander getrennt und können unabhängig voneinander implementiert werden.

## Status and Zukunft
- CCXML 1.0 liegt als W3C Recommendation vor.
- Weil CCXML ausgiebig die bestehenden Konzepte von Events und Transitions nutzt, wird angenommen, dass die Werkzeuge zur Erstellung eines Zustandsübergangsdiagramms, die in der nächsten CCXML 2.0-Version genutzt werden, ebenfalls einen Nutzen der neuen XML State Machine-Notation, genannt SCXML, ziehen werden.